# NGC 5947
NGC 5947 је спирална галаксија у сазвежђу Волар која се налази на NGC листи објеката дубоког неба.
Деклинација објекта је + 42° 43' 3" а ректасцензија 15h 30m 36,6s. Привидна величина (магнитуда) објекта NGC 5947 износи 13,7 а фотографска магнитуда 14,5. NGC 5947 је још познат и под ознакама UGC 9877, MCG 7-32-19, CGCG 222-19, IRAS 15288+4253, PGC 55274.